# Eva Kováříková
MgA. Eva Kováříková (rozená Klečková, * 22. ledna 1951 Brno) je česká operní pěvkyně-mezzosopranistka a pěvecká pedagožka.

## Život
Vystudovala hudební obor na pedagogické fakultě University Jana Evangelisty Purkyně v Brně a v letech 1974–1979 sólový zpěv – mezzosoprán na Janáčkově akademii múzických umění v Brně u Libuše Lessmannové-Noskové.
Je držitelkou významných ocenění v pěveckých soutěžích:
- Wales – Llangollen
- interpretační soutěž A. Dvořáka v Karlových Varech
- interpretační soutěž MK ČSR v Brně
- získala Cenu ministra kultury ČR s Pamětní medailí W. A. Mozarta

Celá léta působila jako sólistka operních domů v Opavě (1978-82), Ostravě (1982-89), Plzni a byla stálým hostem našich předních scén v Brně, Olomouci a v Praze.
Za svou divadelní praxi zazpívala více než 1000 představení a nastudovala přes 80 operních rolí.
První rolí byla Káča v opeře A. Dvořáka Čert a Káča, ve které pravidelně hostovala v Národním divadle v Praze.
Při své divadelní kariéře působila jako profesorka sólového zpěvu na Konzervatoři v Ostravě.

## Nastudované role
- G. Bizet: Carmen – titulní role a Mercedes (Ostrava, Plzeň)
- A. Borodin: Kníže Igor – Končakovna (Ostrava)
- D. Cimarosa: Tajné manželství – Fidalma (Opava)
- P. I. Čajkovskij: Evžen Oněgin – chůva Filipěvna a Olga (Ostrava)
- P. I. Čajkovskij: Piková dáma – Hraběnka a guvernantka (Plzeň), Jolanta, Laura (Plzeň, JAMU Brno)
- Ch. Gounod: Romeo a Julie – Stefano (Opava)
- Ch. Gounod: Faust a Markétka – Marta (Plzeň)
- W. A. Mozart: Così fan tutte – Dorabella (Ostrava, Praha, Komorní opera)
- W. A. Mozart: Figarova svatba – Cherubín (Opava)
- W. A. Mozart: Kouzelná flétna – 3. dáma (Plzeň)
- M. P. Musorgskij: Boris Godunov – Marina a Fedor (Ostrava)
- O. Nicolai: Veselé ženy windsorské – paní Reichová (Ostrava)
- Rimskij-Korsakov: Pohádka o caru Saltánu – Babaricha (Plzeň)
- Rimskij-Korsakov: Jarní pohádka – Lel (Ostrava)
- G. Rossini: Lazebník sevillský – Rozina a Marcellina (Ostrava, Praha)
- G. Rossini: Turek v Itálii – Zaida (Ostrava)
- A. Thomas: Mignon – titulní role (Ostrava)
- G. Verdi: Maškarní ples – Ulrika (Ostrava, Plzeň)
- G. Verdi: La Traviata – Flora (Plzeň)
- G. Verdi: Rigoletto – Maddalena, Giovanna (Plzeň)
- G. Verdi: Macbeth – dvorní dáma (Ostrava)
- R. Wagner: Rienzi – Adriano (Ostrava)
- R. Wagner: Zlato Rýna – Erda a Flosshilde (Ostrava)
- H. Purcell: Dido a Aeneas – Dido (Praha)
- J. Offenbach: Hoffmanovy povídky – hlas matky (Plzeň)
- G. Donizeti: Poprask v opeře – Dorothea (Plzeň, Opava)
- G. Donizeti: Lucia di Lammermoor – Alisa (Plzeň)
- A. Dvořák: Čert a Káča – titulní role (Opava, Ostrava, Plzeň, Praha)
- A. Dvořák: Rusalka – Ježibaba, 3. žínka (Ostrava, Plzeň, Brno)
- A. Dvořák: Jakobín – klíčnice (Plzeň)
- J. B. Foerster: Eva – Mešjanovka (JAMU Brno)
- L. Janáček: Její pastorkyně – stařenka a rychtářka (Ostrava, Plzeň)
- L. Janáček: Káťa Kabanová – Varvara, Kabanicha (Ostrava, Plzeň)
- L. Janáček: Zápisník zmizelého – Zefka (Plzeň)
- L. Janáček: Liška Bystrouška – Lapák, datel, revírníková, sova (Plzeň)
- B. Smetana: Čertova stěna – Záviš (Brno, Plzeň, Olomouc)
- B. Smetana: Hubička – Martinka (Opava, Ostrava, Plzeň, Praha)
- B. Smetana: Prodaná nevěsta – Háta (Opava, Ostrava, Plzeň, Praha)
- B. Smetana: Tajemství – Róza (Brno, Plzeň, Praha)
- Z. Fibich: Šárka – Radka (Plzeň)
- A. Boito: Mefistofeles – Marta (Plzeň)
- Zd. Lukáš: Veta za vetu – paní Pošustová (Plzeň)
- P. Mascagni: Sedlák kavalír – Lucia (Plzeň)
- A. Lortzing: Car a tesař – vdova Brownová (Opava)
- A. Lortzing: Pytlák – Nanetta (Opava)
- A. Lortzing: Undina – Marta (Plzeň)
- A. Ponchielli: La Gioconda – Laura (Ostrava)
- E. Hasse: Šaty dělaj člověka – Larinda (JAMU Brno)
- B. Martinů: Hlas lesa – Šenkýřka (JAMU Brno)
- Ch. W. Gluck: Ifigenie v Aulidě – Klytaimnestra (Ostrava)
- A. Ch. Adam: Postilion z Lonjumeau – Rosa (Plzeň)
- J. Pauer: Červená Karkulka – Babička (Ostrava)

### Operetní role (Opava)
- R. Piskáček: Slovácká princezka – Katuše
- J. Strauss: Vídeňská krev – Pepi
- J. Offenbach: Orfeus v podsvětí – Cupido
- P. Burkhard: Ohňostroj – teta Pavla

## Současnost
Pedagog sólového zpěvu, teorie hudby a hudební nauky v Základní umělecké škole Blatiny, Španielova 1124, Praha-Řepy a v soukromé základní umělecké škole – Schola musica Stella Maris v Králově Dvoře.
S žáky školy připravuje pravidelné koncerty pro rodiče, seniory – jubilanty MČ Praha 17, vánoční koncerty a koncerty pro předškoláky.
V Krajské soutěži uměleckých škol Prahy v roce 2009 získali její 3 žáci významná ohodnocení a ocenění.